# M26 Pershing
M26 Pershing bio je američki tenk koji se koristio u posljednja tri mjeseca Drugog svjetskog rata.

## Nastanak
Kako je Drugi svjetski rat sve više odmicao, tako su svakodnevno na stol američke vojne komande stizali obavjesti o nemogućnosti američkih tenkova M4 Sherman, M3 Lee i M3/M5 Stuart da uđu u borbu s protivničkim Panzer IV ili Panzer VI Tigar.  Na te pozive za pomoć odlučilo se prvi put odgovoriti još 1942. godine formalnim nastankom projekta M26 Pershing. Sljedeće dvije godine projekt za ovaj tenk ležao je u ladicama do trenutka savezničkog iskrcavanje u Normandiji kada ponovno u Washington stižu panični pozivi za novi tenk koji će imati borbenu šansu protiv njemačkih oklopnih formacija. Odgovor na to postaje početak proizvodnje M26 Pershinga.

## Drugi svjetski rat
Prvi primjerci ovog tenka na ratište dolaze tek u veljači 1945. godine. Iako je M26 uspio u borbi uništiti nekoliko primjeraka njemačkih tenkova Panzer V Panter i Panzer VI, sami američki zapovjednici priznali su da on nije u stanju uništiti protivnike u frontalnoj borbi, nego je potrebno prišuljati se protivnicima s leđa.
Dodatni problem bio je što je novi tenk bio preširok za standardni pontonski most te je bio ograničen na kretanje preko mostova kojih zbog savezničkog bombardiranja i njemačkog uništavanja pri povlačenju nije ostalo previše.
Zbog kratkoće vremena trajanja ovoga rata M26 Peshing se na kraju ipak nije uspio dokazati kao djelomični uspjeh ili promašaj jer od 1436 proizvedenih samo je 310 stiglo u Europu od čega je 200 ušlo u borbene postrojbe, a samo je njih 20 vidjelo nekakvu akciju.

## Korejski rat
U početku Amerikanci u Koreji su imali samo manji broj lakih tenkova M24 Chaffee koji nisu bili dorasli sjevernokorejskim T-34/85. Uz Pershinga u borbu su ubačeni i stari M4A3 Sherman ali i moderni M46 Patton. Svojim oklopom i vatrenom moći Pershing se vrlo brzo pokazao superiornim naspram T-34/85.

## Oprema
S debljinom oklopa od 110 mm ovaj tenk je bio najoklopljeniji američki proizvod tijekom drugog svjetskog rata. Taj podatak je na kraju ne jedanput spasio život tenkista u posljednjih 100 dana rata. Kao što je bio oklop drastično poboljšan u usporedbi sa svojim američkim prethodnicima slično se dogodilo i s topom od 90 mmm. Na žalost niti oružje tako velikog kalibra više nije bilo dovoljno za probijanje prednjeg oklopa protivničkih tenkova ili protutenkovskih vozila što se bilo pokazalo kao njegov glavni nedostatak.